# Дело Hermitage Capital Management
Де́ло Hermitage Capital Management — дело о совершённом в 2007 году хищении из российского бюджета 5,4 млрд рублей, которое считается крупнейшим в истории единовременным хищением средств из государственного бюджета России.
Первыми это преступление обнаружили сотрудники фирмы Firestone Duncan, обслуживавшей юридические интересы инвестиционного фонда Hermitage Capital Management, среди которых были Эдуард Хайретдинов, Владимир Пастухов, Джемисон Файерстоун и Сергей Магнитский. Они инициировали следствие по факту хищения бюджетных средств, в рамках которого стал очевиден перечень участников преступления, ныне известный как список Магнитского. Этот список включает 60 сотрудников различных российских органов исполнительной власти, большинство из которых до сих пор служат в различных министерствах и ведомствах Российской Федерации.
24 ноября 2008 года Сергей Магнитский был арестован по обвинению в помощи главе фонда Hermitage Capital Management Уильяму Браудеру в уклонении от уплаты налогов. Спустя 11 месяцев предварительного заключения Сергей скончался в больнице Следственного изолятора № 1 г. Москвы. Инициатором его ареста и следователем по его делу были сотрудники МВД РФ, участвовавшие в расследованном Сергеем и его коллегами хищении.
Согласно расследованию OCCRP, в 2008 году часть украденных средств была переведена в панамский оффшор музыканта Сергея Ролдугина, друга Владимира Путина.